# Ареф'єв Анатолій Васильович
Анато́лій Васи́льович Аре́ф'єв (24 листопада 1918, с. Ставрополь, нині м. Тольятті Самарської області Росії — 28 січня 1989, Дніпропетровськ, УРСР) — український і російський художник театру.

## Біографічні дані
Закінчив художньо-педагогічний технікум у Пензі (навчався у 1936—1938 роках).
Від 1947 року працював у Киргизькому театрі опери та балету (Фрунзе, нині Бішкек): художником, а від 1949 року — головним художником.
У 1971—1974 роках працював у Горьковському театрі опери та балету (Горький, нині Нижній Новгород).
У 1974—1989 роках — головний художник Дніпропетровського театру опери та балету.
Син Володимир Ареф'єв теж став художником театру.
Був членом КПРС (від 1945 року), 1967 року обрано кандидатом у члени ЦК Комуністичної партії Киргизії.

## Творчість
Підсумкову енциклопедичну оцінку творчості художника дала мистецтвознавець Тетяна Шпаковська:
| «Декорації Ареф'єва вирізнялися високим художнім смаком, лаконічністю, винахідливістю, чистотою і гармонійністю усіх пропорцій у вирішенні сценічного простору та відображали якісно нові знахідки майстра в осягненні суті вічних проблем буття, боротьби добра зі злом, життя зі смертю, милосердя зі жорстокістю». |

## Оформлені вистави (Україна)
Одеський театр опери та балету
- «Спартак» Арама Хачатуряна (1968)

Дніпропетровський театр опери і балету
- «Спартак» Арама Хачатуряна (1975)
- «Богдан Хмельницький» Костянтина Данькевича (1976).
- «Панянка та хуліган» Дмитра Шостаковича (1978).
- «Аїда» Джузеппе Верді (1981)
- «Ромео і Джульєтта» Сергія Прокофьєва (1986).

## Відзнаки
- 1967 — народний художник СРСР.
- 1976 — Державна премія УРСР імені Тараса Шевченка (за оперу «Богдан Хмельницький» — разом із композитором, диригентом-постановником, хормейстером і виконавцями провідних ролей).
- Нагороджено орденом Леніна, орденом Червоного Прапора, орденом Червоної Зірки, медалями.